# 303
| 303                |
| ------------------ |
| Dødsfald - Fødsler |
|                    |

| Gregoriansk kalender | 303 CCCIII              |
| Ab urbe condita      | 1056                    |
| Armensk kalender     | I/T                     |
| Kinesiske kalender   | 2999 – 3000 壬戌 – 癸亥 |
| Etiopisk kalender    | 295 – 296               |
| Jødisk kalender      | 4063 – 4064             |
| Hindukalendere       |                         |
| - Vikram Samvat      | 358 – 359               |
| - Shaka Samvat       | 225 – 226               |
| - Kali Yuga          | 3404 – 3405             |
| Iransk kalender      | 319 BP – 318 BP         |
| Islamisk kalender    | 329 BH – 328 BH         |

Se også 303 (tal)

## Begivenheder
- 24. februar: Kejser Diocletian iværksætter forfølgelser af kristne. Forfølgelserne varer i næsten 10 år.

## Dødsfald
- Sankt Vitus (født 290), en kristen helgen, lider martyrdøden som følge af kejser Diocletians forfølgelser af kristne.